# Uzelia kondarensis
Uzelia kondarensis är en urinsektsart som beskrevs av Olga M. Martynova 1971. Uzelia kondarensis ingår i släktet Uzelia och familjen Isotomidae. Inga underarter finns listade i Catalogue of Life.